# Placodiscus paniculatus
Placodiscus paniculatus là một loài thực vật thuộc họ Sapindaceae. Đây là loài đặc hữu của Cộng hòa Dân chủ Congo.